# Domaine de Maizerets

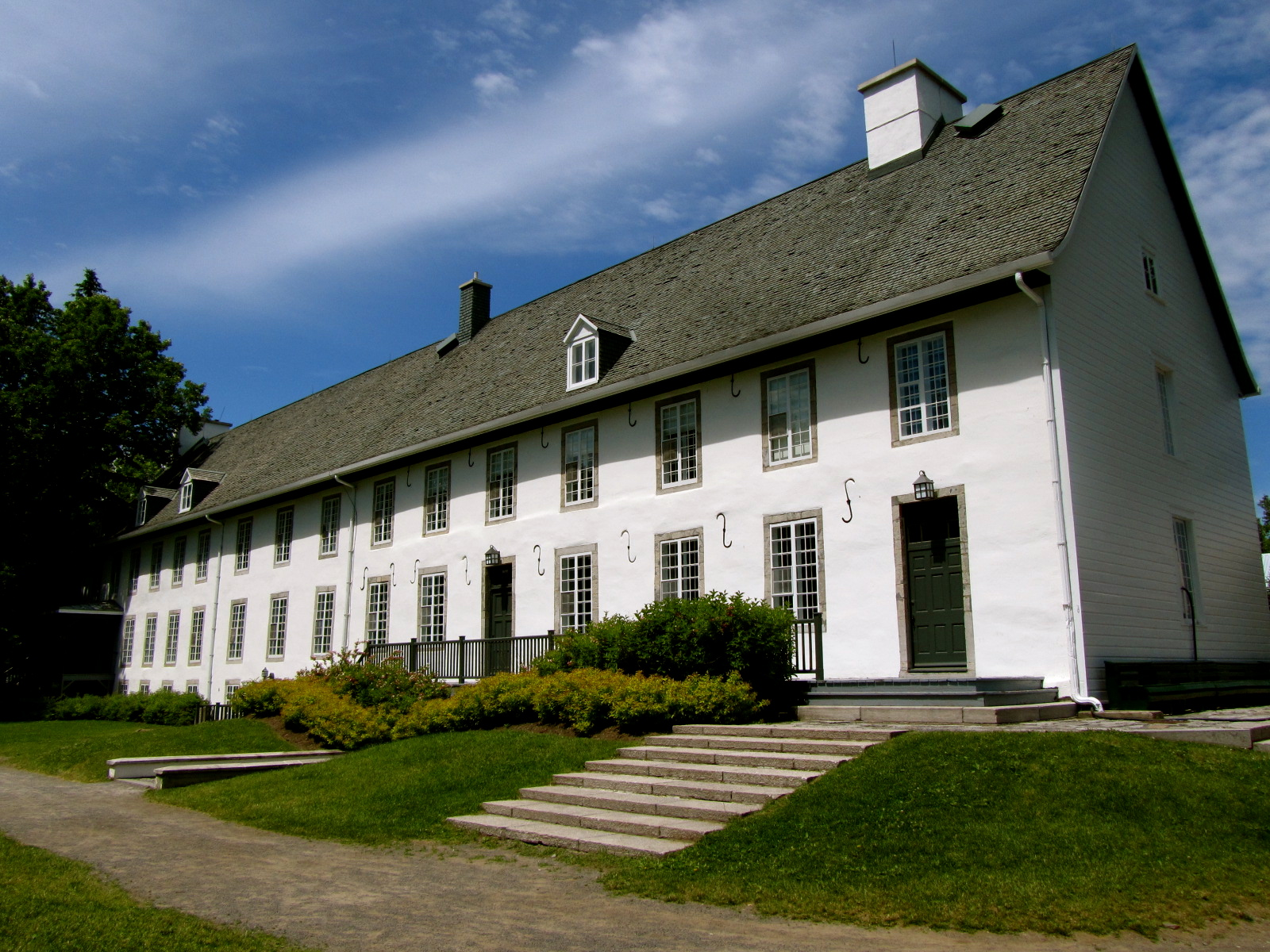
Das Château Ango in der Domaine de Maizerets (Nordfassade)

Die Domaine de Maizerets ist ein Landschaftsgarten in der kanadischen Stadt Québec. Er ist 27 Hektar groß und befindet sich etwa zweieinhalb Kilometer nördlich der Altstadt im Arrondissement La Cité-Limoilou. Der von der Société du domaine de Maizerets gepflegte Garten liegt rund um das Maison Maizerets (auch Château Ango genannt), einem unter Denkmalschutz stehenden Gutshaus aus dem frühen 18. Jahrhundert.

## Geschichte
François Trefflé und Thomas Doyon kauften 1696 den Jesuiten das bisher unerschlossene Gebiet ab und errichteten im folgenden Jahr einen Bauernhof. Dieser ging 1705 in den Besitz des Séminaire de Québec über. 1713 wurde ein Gutshaus erbaut, das für die Lebensmittelversorgung des Seminars zuständig war. Truppen der amerikanischen Kontinentalarmee besetzten das Haus 1775 und richteten eine Artilleriebatterie ein. Als sie im Frühjahr 1776 die Belagerung ergebnislos abbrachen, steckten sie das Gebäude in Brand. Basierend auf den erhalten gebliebenen Grundmauern wurde das Gebäude im folgenden Jahr neu errichtet, mit zwei Stockwerken anstatt wie bisher mit einem. Ab dem späten 18. Jahrhundert diente es in den Sommermonaten den Priestern und Schülern zur Erholung. 1826 und 1848/49 wurde es stilgerecht verlängert.
Die Domäne, die bisher La Canardière (Ententeich) hieß, erhielt 1850 die neue Bezeichnung Maizerets, benannt nach dem Superior Louis Ango de Maizerets (1636–1721), der einst den Besitz für das Seminar erworben hatte. In der zweiten Hälfte des 19. und zu Beginn des 20. Jahrhunderts verkaufte das Seminar zahlreiche Parzellen, so dass die Größe der Domäne sukzessive schrumpfte. Auf den verkauften Parzellen entstanden allmählich Wohnviertel, Hafenanlagen und Industriegebiete. 1932 gab das Seminar die landwirtschaftliche Nutzung auf und wandelte die Domäne in eine Feriensiedlung für Jugendliche um. 1973 wurde das Hauptgebäude als Kulturgut unter Schutz gestellt und im folgenden Jahr zu einem historischen Denkmal erklärt. 1979 ging die Domäne in den Besitz der Stadt Québec über und ist seither für die gesamte Öffentlichkeit zugänglich.

## Beschreibung
Die Domaine de Maizerets wird im Osten durch die Autoroute 440 und einen Teil der Hafenanlagen begrenzt, im Westen durch die Eisenbahnlinie in Richtung La Malbaie. Das südliche Drittel umfasst den Bereich rund um den historischen Gutshof Château Ango. Dieses Gebäude wird Ausstellungen und Veranstaltungen aller Art genutzt. Hinzu kommen mehrere Nebengebäude wie eine steinerne Scheune aus dem Jahr 1755 oder das 1946 erbaute Chalet Lacroix, in welchem sich die Parkverwaltung befindet, sowie eine kleine Kapelle. 1849 wurde ein ringförmiger Teich angelegt, der die 18 Meter lange Île Saint-Hyacinthe umgibt. Auf dieser künstlichen Insel steht seit 1867 ein kleines Oratorium.
Das mittlere Drittel ist überwiegend bewaldet. Landschaftsgestalterische Elemente sind überwiegend im nördlichen Drittel zu finden. Dazu gehörten ein Pappelhain, ein Wassergarten, ein Rosarium, ein Heckenirrgarten mit 350 m langem Wegnetz sowie ein Arboretum mit 1500 Bäumen, die 215 verschiedene Arten repräsentieren. Einen Überblick bietet ein Aussichtsturm. Im gesamten Park gibt es ein elf Kilometer langes Netz von Rad- und Wanderwegen; diese können während der Wintersaison für Skilanglauf und Schneeschuhwandern genutzt werden.

## Bilder

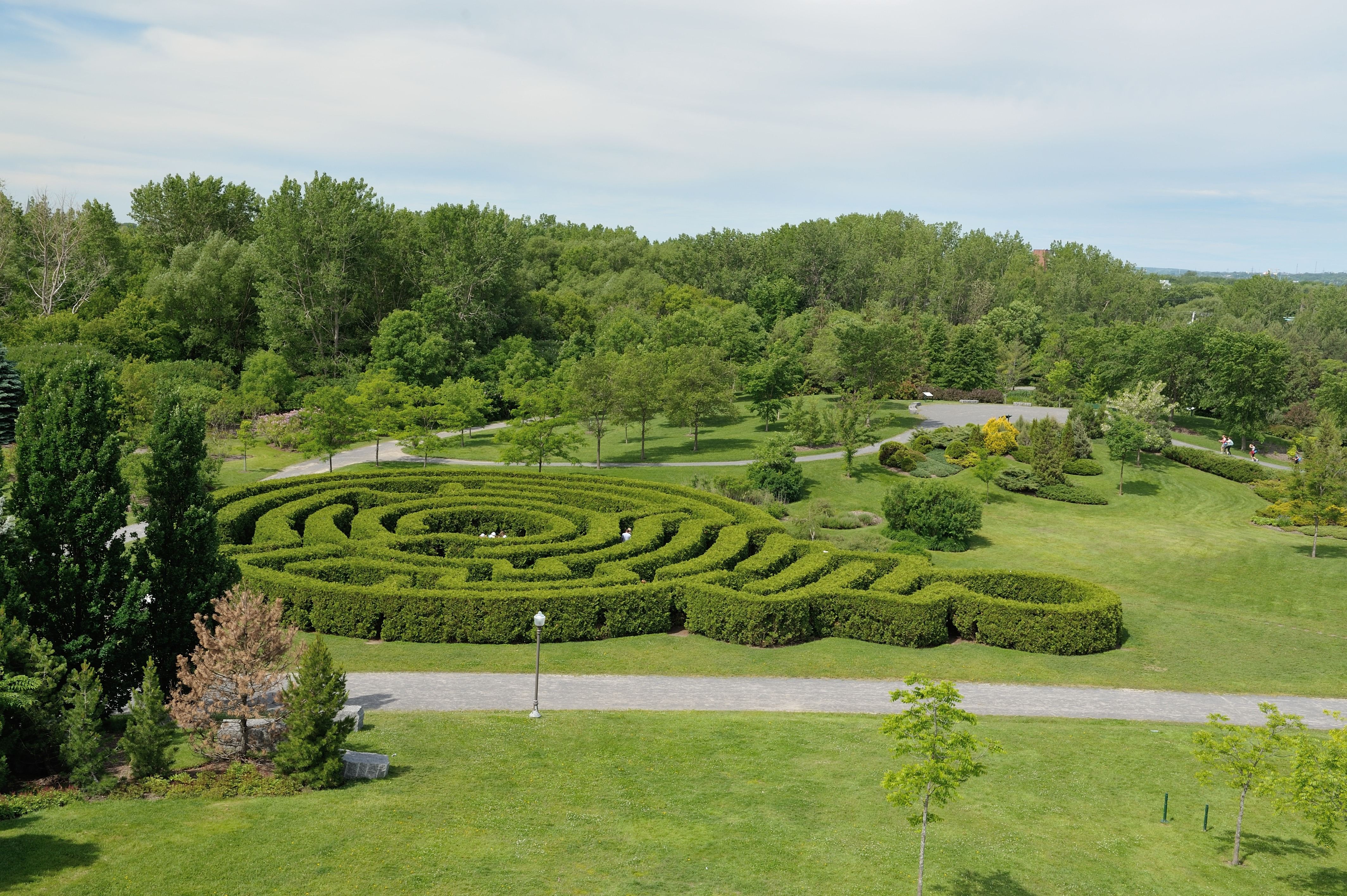
Heckenirrgarten
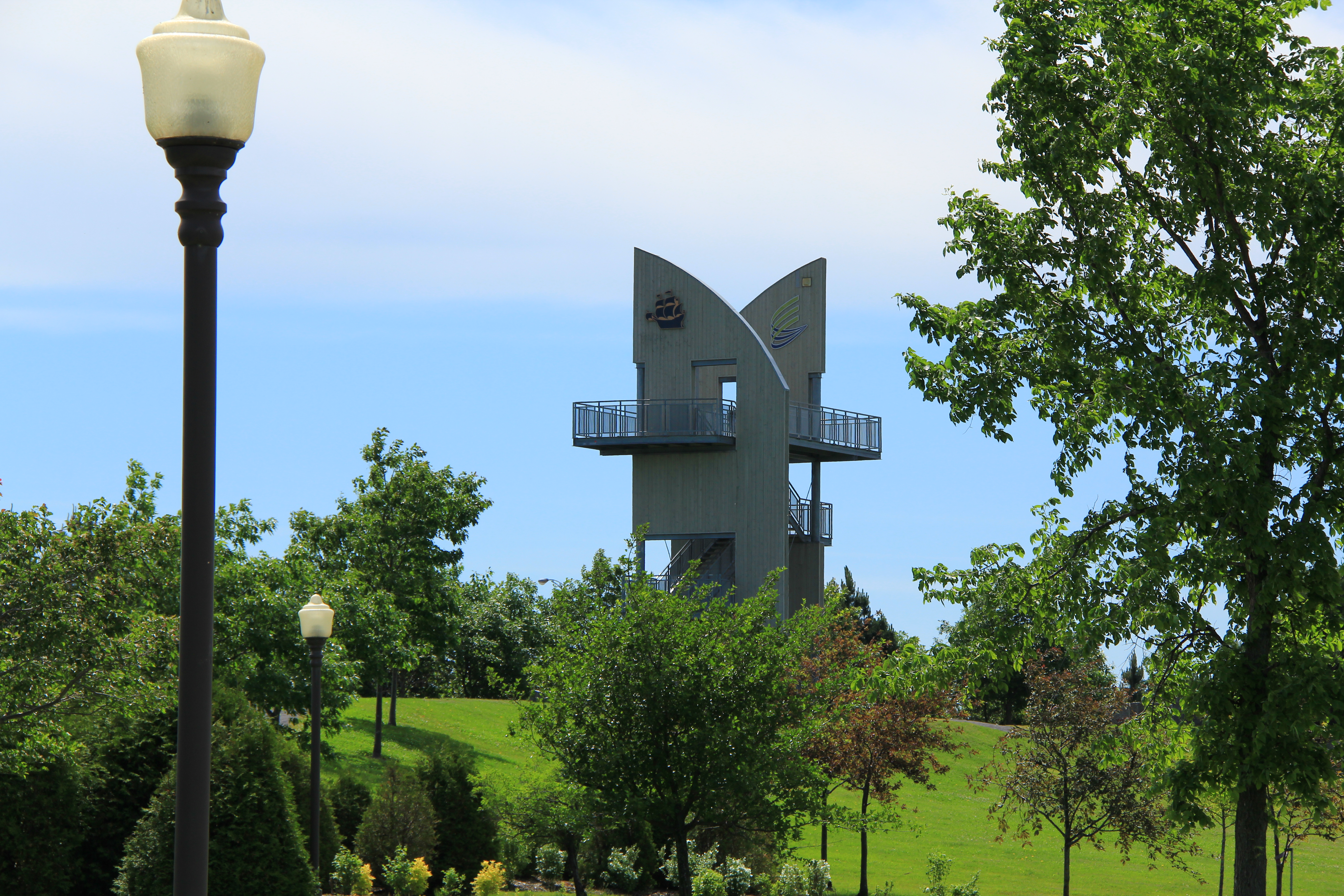
Aussichtsturm
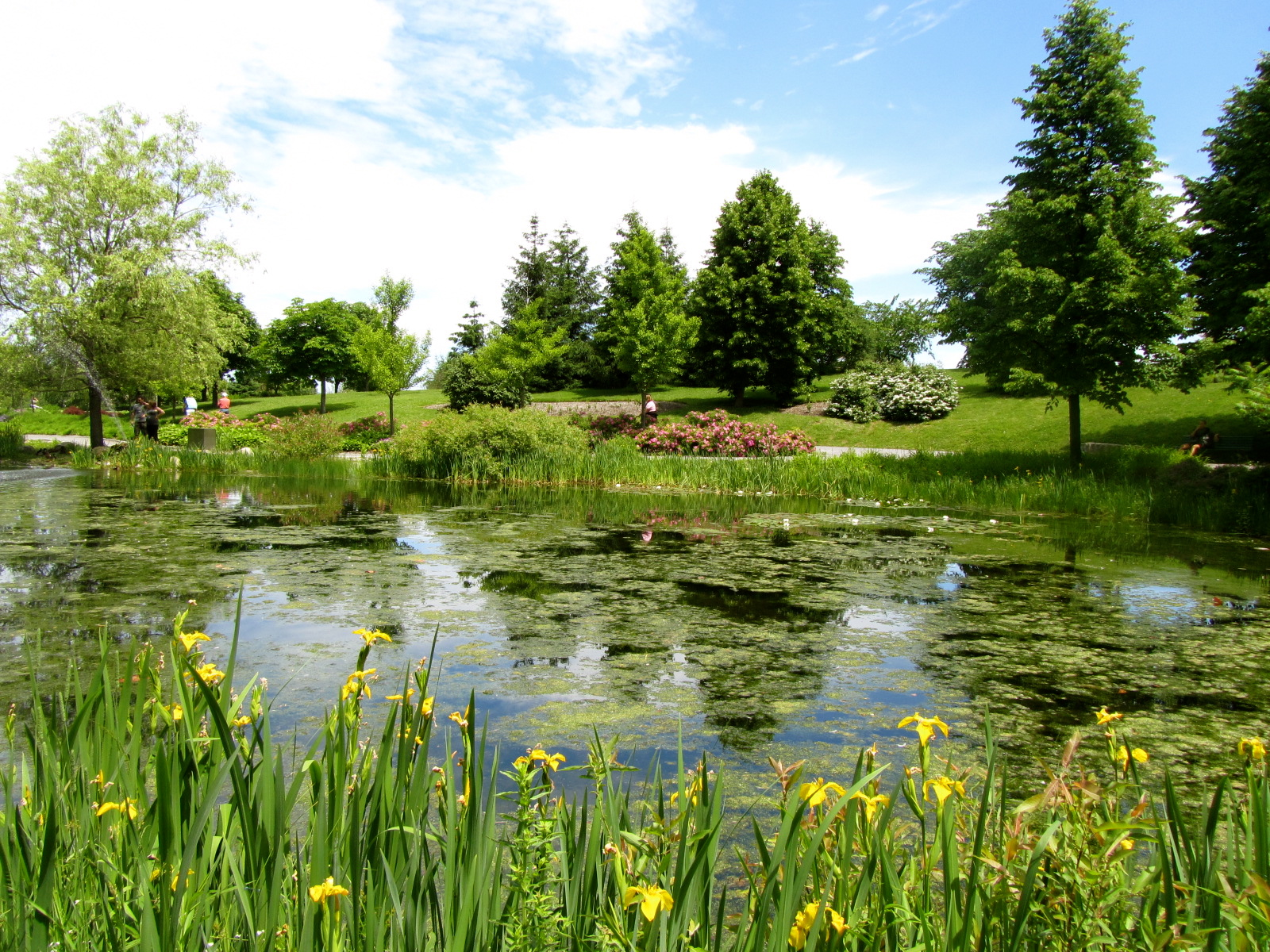
Weiher
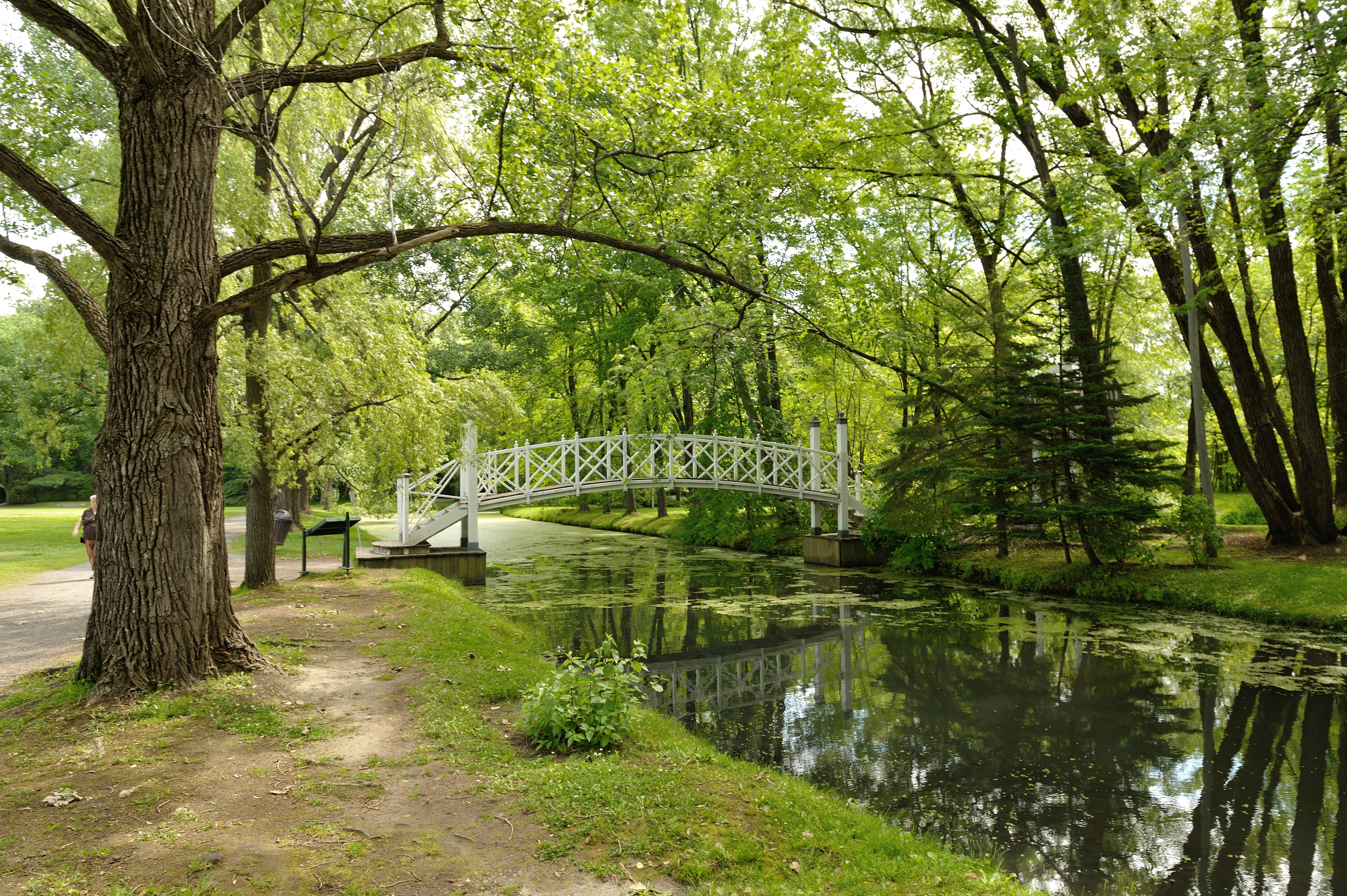
Brücke zur Île Saint-Hyacinthe
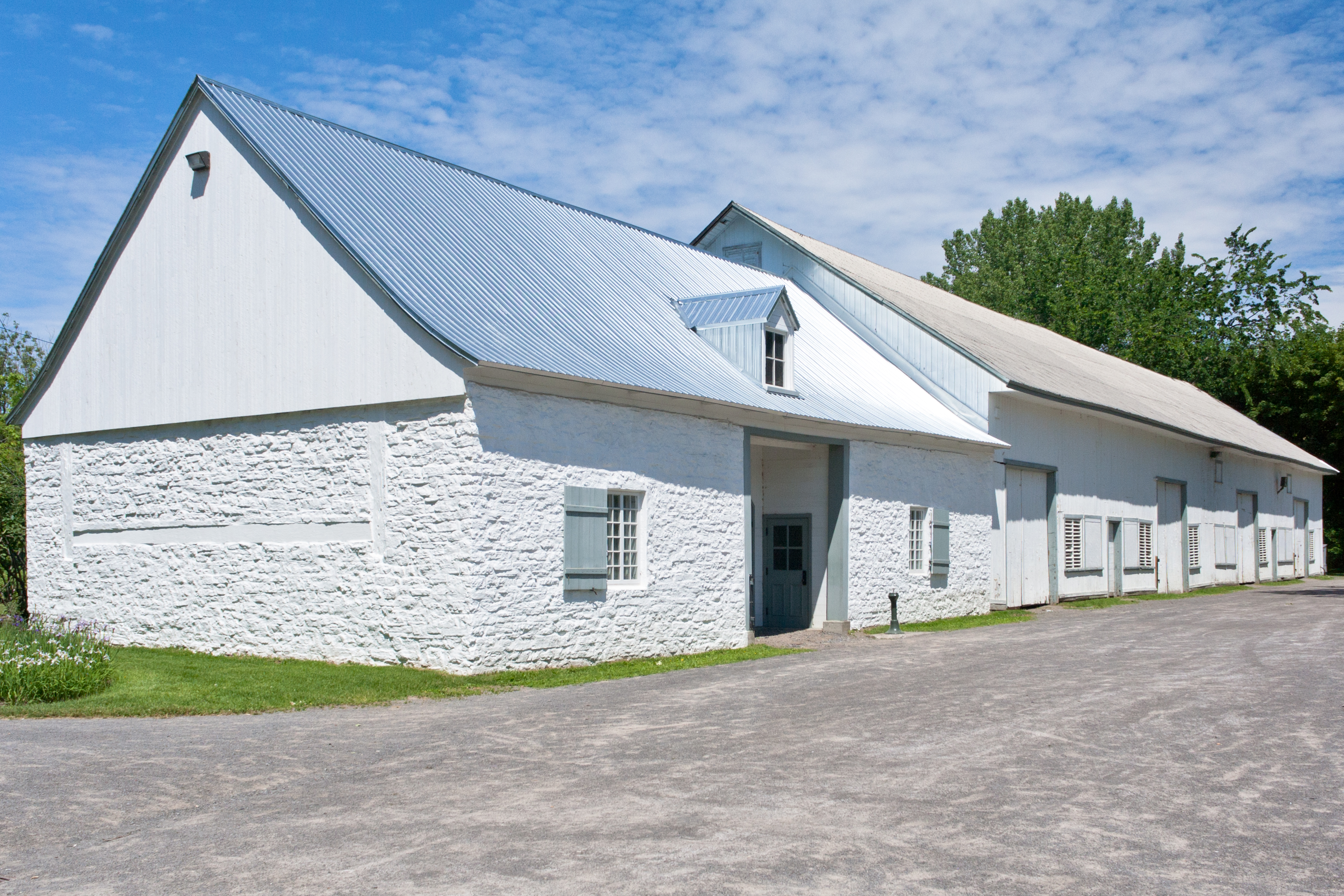
Ehemaliges Stallgebäude mit Scheune
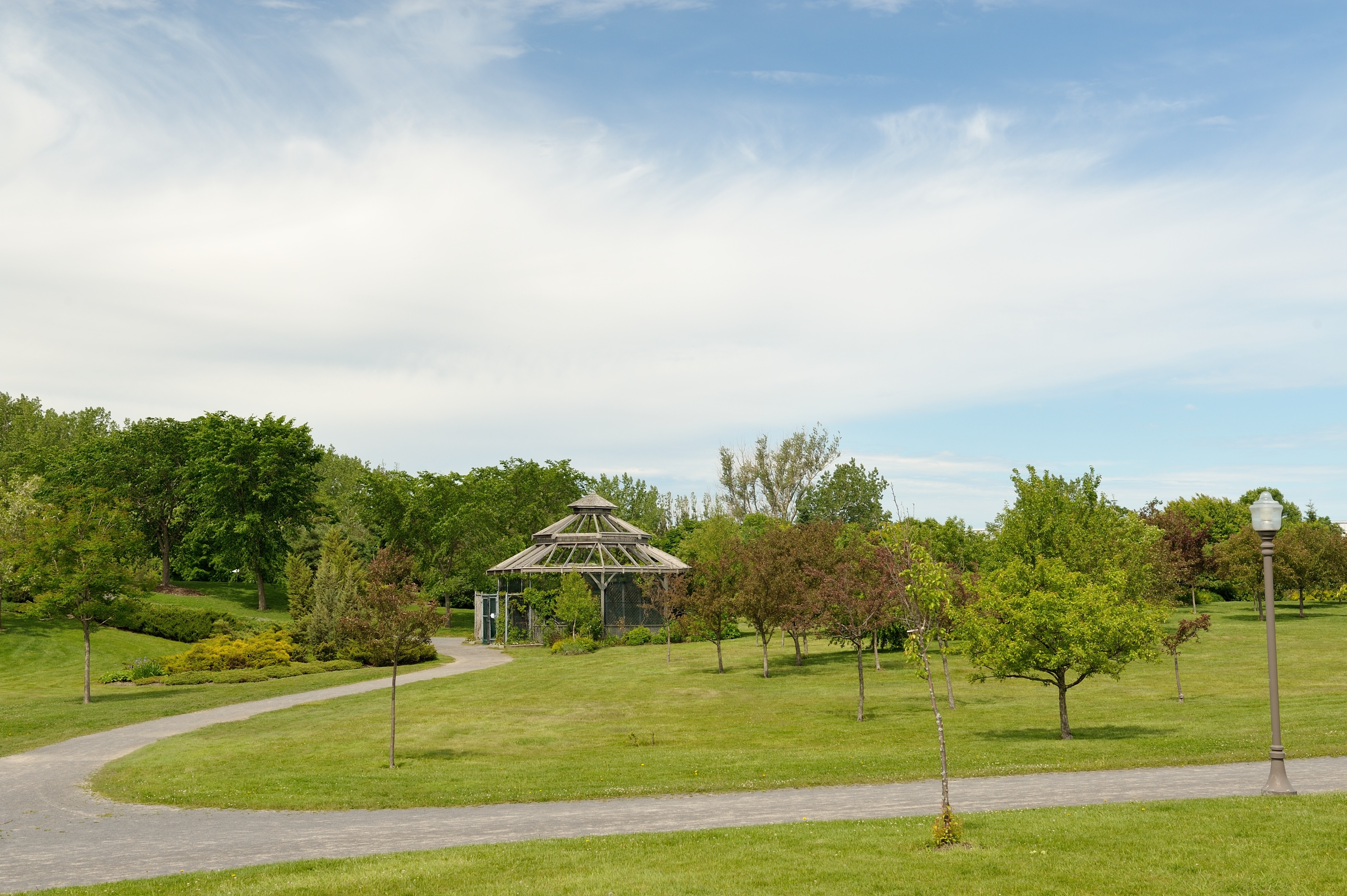
Schmetterlingsvoliere